# Cour canadienne de l'impôt
La Cour canadienne de l'impôt est un tribunal canadien fondé en 1983. Elle est responsable d'entendre les contestations des personnes et des entreprises relativement à plusieurs sujets fiscaux comme l'impôt sur le revenu, la taxe sur les produits et services (TPS) et l'assurance-emploi.

## Juridiction
Les appels des décisions de la Cour canadienne de l'impôt relèvent exclusivement de la Cour d'appel fédérale. À l'occasion, la Cour suprême du Canada accorde l'autorisation d'interjeter appel d'une affaire fiscale fédérale contre une décision de la Cour d'appel fédérale lorsque la question en cause est jugée d'intérêt public.